# Свети Георги (Аканджали)
Вижте пояснителната страница за други значения на Свети Георги.
„Свети Георги“ (на гръцки: Aγίου Γεωργίου) е българска възрожденска православна църква в кукушкото село Аканджели (Муриес), Гърция, част от Поленинската и Кукушка епархия.
Църквата е гробищен храм, разположен в югозападния край на селото. Изграден в 1830 година. Според Асен Василиев обаче църквата е дело на дебърския майстор Андон Китанов (1829 – 1914). Възможно е да е дело на баща му Китан Петров (1793 – 1866).